# Christel Steffler
Christel Steffler (* 30. Juli 1930 in Neustettin) ist eine ehemalige deutsche Diplomatin, die Botschafterin in Tansania und Bulgarien war.

## Leben
Christel Steffler absolvierte nach dem Abitur ein Studium. Nach dem Eintritt in den auswärtigen Dienst und dem Abschluss der Laufbahnprüfung für den höheren Dienst fand sie Verwendungen in der Zentrale des Auswärtigen Amtes in Bonn sowie bei Auslandsvertretungen.
1967 war Christel Steffler stellvertretende Leiterin des Referates Sowjetunion im Auswärtigen Amt und als solche Vertreterin von Referatsleiter Alfred Blumenfeld. In dieser Zeit befasste sie sich unter anderem mit der möglichen Intervention der Sowjetunion während des Sechstagekrieges zwischen Israel und den arabischen Staaten Ägypten, Jordanien und Syrien im Juni 1967. Mitte der 1970er Jahre war sie Referentin im Auswärtigen Amt und beschäftigte sich mit Fragen der Deutsch-französischen Beziehungen. 1981 war sie Botschaftsrätin Erster Klasse im Auswärtigen Amt und nahm im April 1982 an einer Konferenz des Aspen-Instituts zur Stellung Italiens in der Weltpolitik teil.
1984 bis 1991 war sie Botschafterin in Tansania und nahm in dieser Funktion am 26. Mai 1987 auch an den Trauerfeierlichkeiten für Bernhard Grzimek teil, dessen Urne am Ngorongoro-Krater beigesetzt wurde.
1991 wurde Christel Steffler Botschafterin in Bulgarien und damit Nachfolgerin von Karl Walter Lewalter, der wiederum Botschafter in Indonesien wurde. Während dieser Zeit befasste sie sich auch mit der Situation an den bulgarischen Staatsgrenzen während des Kalten Krieges. Den Botschafterposten in Bulgarien bekleidete sie bis zu ihrer Versetzung in den Ruhestand 1995 und wurde dann von Peter Metzger abgelöst.
Christel Steffler engagierte sich auch im Kuratorium des Deutsch-Bulgarischen Forums.

## Hintergrundliteratur
- Christel Steffler: Es wird kein einfacher Posten sein. S. 139, in: Ursula Müller, Christiane Scheidemann: Gewandt, geschickt und abgesandt : Frauen im diplomatischen Dienst. ISBN 3-7892-8041-0, München 2000[7]
- Rumjana Taslakowa: 20 Jahre Wandel – von Zeitzeugen betrachtet : Bulgarien im Aufbruch. ISBN 978-954-321-635-2, Sofia 2010[8]